# Altranstädtski mir
Altranstädtski mir je bil sklenjen med švedskim kraljem Karlom XII. in volilnim knezom Saške Avgustom II 24. septembra 1706 v gradu Altranstädt blizu Leipziga.

## Pogajanja
Po vojaškem porazu v bitki pri Fraustadtu in potem, ko je švedska vojska zasedla Saško, je morala volilna kneževina Saška po samo 14 dneh pogajanj podpisati Altranstädtski diktat. Saška ni imela kaj veliko možnosti pogajati se, ker je Karl XII. kot nespremenljivo pogajalsko izhodišče postavil zahtevo, da se Wettini odpovedo poljski kroni. Pogodbo so tisti dan podpisali Carl Piper in Olof Hermelin za Švedsko, za saške pogajalce pa predsednik zbornice Anton Albrecht Freiherr von Imhoff, tajni svetnik Johann Friedrich von Eckardt in tajni pripravnik Ernst G. von Pentecost. V dodatnem protokolu so zagotovili, da bo Avgust II v roku šestih mesecev priznal pogodbo.

## Avgust prizna sporazum
Avgust II., ki so ga na Poljsko priklepali tekoči boji, je šele oktobra zvedel za vsebino zanj tako neugodne pogodbe. V nasprotju z določbami premirja je 29. Oktobra skupaj z Rusijo premaga Švede v bitki pri Kalischu in v manifestu 19. novembra sklenjenemu premirju odrekel kakršnokoli pravno veljavo. Vendar pa Avgust II od drugih dvorov po Evropi ni dobil podpore. 1. Decembra 1706 sta se Karl XII. in Avgust II srečala v Günthersdorfu (blizu Altranstädta). Karel XII je bil nepopustljiv, prisilil je Avgusta II., da je 19. januarja 1707 pogodbo priznal s svojim podpisom. Za pogodbo so jamčile Prusija in pomorski sili Velika Britanija in Nizozemska.  S tem se je za zdaj bilo konec osebne unije Saška-Poljska.

## Posledice
Volilna vojvodina je ostalo zasedena, skrbeti je morala za vzdrževanje švedske vojske in plačevati prispevke, 500.000 talarjev na mesec v gotovini in 125.000 talarjev v naravi. Švedska okupacija je trajala eno leto Saško stala kakih 23 milijonov talarjev.
Po švedskem porazu proti Rusiji julija 1709 v bitki pri Poltavi se je Avgust II dalje boril na strani carja. 8. dne Avgusta 1709 je umaknil svoj podpis pod mirovno pogodbo iz Altranstädta in papež ga je pogodbe odvezal.
Gledano z evropskega stališča temelji uspeh miru iz Altranstädta, skupaj s Altranstädtsko konvencijo iz leta 1707, na dejstvu, da se obe veliki vojni tega obdobja, vojna za špansko nasledstvo in velika severna vojna, nista zlili druga v drugo, temveč da sta tekli dalje ločeno.

## Spletne povezave
- Gradovi v Leipzigu in okolici Arhivirano 2019-08-10 na Wayback Machine.

## Posamezni dokazi
1. ↑  Robert I. Frost, S. 230